# Ruth Åkerlind
Ruth Ragnhild Åkerlind, född 11 mars 1920 i Helsingborg, död 11 oktober 2006 i Hyssna i Västergötland, var en svensk målare och grafiker.
Hon var dotter till spårvägsföraren Johan Vicktor Ohlsson och Inez Antonia Lundin och från 1954 gift med Bertil Åkerlind. Hon studerade konst för Janus Jahn, Börge Hovedskou och Saga Walli i Göteborg 1958–1959 samt under studieresor till Tyskland, Nederländerna, Frankrike och Italien. Tillsammans med sin man ställde hon ut i bland annat Båstad och Mölle. Hennes konst består av landskap, fåglar, blommor, figurer och orientaliska motiv utförda i olja. Ruth Åkerlind är gravsatt i minneslunden på Kvibergs kyrkogård i Göteborg.